# Meliscaeva lefroyi
Meliscaeva lefroyi är en tvåvingeart som beskrevs av Ghorpade 1994. Meliscaeva lefroyi ingår i släktet flickblomflugor, och familjen blomflugor. Inga underarter finns listade i Catalogue of Life.